# 芦田昌太郎
芦田 昌太郎（あしだ　しょうたろう、1976年10月9日 - ）は、東京都出身の日本の俳優。本名同じ（旧姓・松山）。祖父は俳優・芦田伸介、父は俳優・松山英太郎、姉は女優・由夏。
暁星小学校・暁星中学校・高等学校を経て獨協大学外国語学部フランス語学科卒業。身長170cm、体重60kg。

## 出演

### 舞台
- 孤愁の岸（初舞台作品）
- 花のこころ
- 北条時宗
- 蝉しぐれ
- 三丁目の夕日
- 天璋院篤姫
- 御いのち
- とき語り・源氏物語 其ノ三
- ハイスクール歌劇団☆男組
- 日本香堂　名代夫婦餅ものがたり
- 王の逆襲[2]

### テレビドラマ
- 大岡越前（NHK）
- NHK大河ドラマ
  - 信長 KING OF ZIPANGU（1992年）- 森坊丸
  - 毛利元就（1997年）- 毛利興元
  - 徳川慶喜（1998年）- 杉山寅之介
  - 利家とまつ〜加賀百万石物語〜（2002年）- 宇喜多秀家
- プロゴルファー花（日本テレビ）
- DRAMA COMPLEX「松本清張スペシャル 指」
- サラリーマン金太郎3（TBS）
- 嫌われ松子の一生（TBS）
- となりの芝生（TBS）
- 水戸黄門 第42部（TBS）
- 大岡越前2時間スペシャル（TBS）
- コード・ブルー -ドクターヘリ緊急救命- season2（フジテレビ）
- アテンションプリーズ（フジテレビ）
- 刑事・鳴沢了〜東京テロ、史上最悪の24時間（フジテレビ）
- 警官の血（テレビ朝日）
- 刑事殺し（テレビ朝日）
- 炎の警備隊長五十嵐杜夫3（テレビ朝日）
- 水曜ミステリー9「捜査一課見当り班鷹子の眼」（テレビ東京）
- 土曜プレミアム 独占追跡！三億円事件“最後の告白者”〜真犯人の影…45年目の新証言〜（フジテレビ、2013年12月21日）
- モンタージュ 三億円事件奇譚 前編（2016年6月25日、フジテレビ）
- BARレモン・ハート SEASON2 第25話（2016年9月19日、BSフジ） - 船戸修一 役

### 映画
- 悪夢のエレベーター (2009年)